# Recchia mexicana
Recchia mexicana är en tvåhjärtbladig växtart som beskrevs av José Mariano Mociño, Amp; Sesse och Dc.. Recchia mexicana ingår i släktet Recchia och familjen Surianaceae. Inga underarter finns listade i Catalogue of Life.